# Alfred Nitschke
Alfred Nitschke (* 1. August 1898 in Freiburg im Breisgau; † 19. Oktober 1960 in Tübingen) war ein deutscher Kinderarzt und Hochschullehrer.

## Leben
Nitschke legte sein Abitur in Freiburg ab und leistete anschließend von 1916 bis 1918 Wehrdienst im Ersten Weltkrieg. Danach studierte er von 1918 bis 1923 Medizin an der Albert-Ludwigs-Universität Freiburg und der Schlesischen Friedrich-Wilhelms-Universität zu Breslau. Im Jahr 1922 erlangte er das Medizinische Staatsexamen an der Universität Freiburg und 1923 die Approbation als Arzt sowie seine Promotion an der Universität Breslau.
Von 1922 bis 1924 war er Assistenzarzt an der Universität Breslau und von 1924 bis 1927 Assistenzarzt in Hamburg. Im Jahr 1928 erlangte er seine Habilitation an der Universität Freiburg. Er war von 1927 bis 1933 als Oberarzt und von 1928 bis 1933 als Privatdozent an der Universität Freiburg tätig. Danach war er von 1933 bis 1938 nicht beamteter außerordentlicher Professor an der Humboldt-Universität zu Berlin sowie Chef der Kinderabteilung des Krankenhauses Lindenhof in Berlin-Lichtenberg.
Im Jahr 1938 wurde Nitschke ordentlicher Professor und übernahm die Leitung eines Instituts und wurde Direktor der Universitätskinderklinik der Universität Halle. Zudem war er 1945 Dekan an der Medizinischen Fakultät der Universität Halle. Er wechselte 1946 als ordentlicher Professor für Kinderheilkunde nach Mainz und übernahm wieder die Leitung eines Instituts und wurde Direktor der Kinderklinik der Universität Mainz. Im Jahr 1948 folgte er dem Ruf zur Universität Tübingen und wurde dort ordentlicher Professor und übernahm auch dort die Leitung eines Instituts und wurde Direktor der Universitätskinderklinik. Von April 1960 bis zu seiner Emeritierung im Oktober 1960 war er zudem Rektor der Universität.
Nitschke war Mitglied der Deutschen Gesellschaft für Kinderheilkunde und wurde 1943 in die Sektion Pädiatrie der Deutschen Akademie der Naturforscher Leopoldina aufgenommen.
Sein ältester Sohn war der Historiker August Nitschke (1926–2019).

## Auszeichnungen
- Eisernes Kreuz 2. Klasse

## Veröffentlichungen (Auswahl)
- Über die Wirkung und den Angriffsort des Physostigmins am quergestreiften Muskel des Säugetieres. Dissertation, Breslau 1923
- Über physikalische und chemische Bedingungen bei der Knochenbildung. Habilitation, 1928
- Das verwaiste Kind der Natur. Ärztliche Beobachtungen zur Welt des jungen Menschen. Niemeyer, Tübingen 1962 (aus dem Nachlass herausgegeben von August Nitschke, 2. Aufl. 1968)